# Área de la Bahía de San Francisco
El área de la Bahía de San Francisco (en inglés: San Francisco Bay Area, The Bay Area o The Bay) es una región metropolitana que rodea a la bahía de San Francisco, California.
Esta zona agrupa grandes ciudades, tales como San José, San Francisco y Oakland, y también zonas urbanas y rurales más pequeñas. En su totalidad, el Área de la Bahía consta de nueve condados, 101 ciudades y 26,390 km². Los condados son: Alameda, Contra Costa, Marin, Napa, San Francisco, San Mateo, Santa Clara, Solano y Sonoma.
En julio del 2006, el área de la bahía contaba con 7.2 millones de habitantes. Es una de las regiones más ricas de los Estados Unidos, según la Oficina del Censo de los Estados Unidos, contando con los ingresos domésticos medios más altos de la nación con más de $65.000 USD por año por habitante. El área de la bahía contiene muchas ciudades, pueblos, bases militares, aeropuertos, parques nacionales, estatales y regionales, unidos por una red masiva de carreteras, autopistas, ferrocarriles, puentes, túneles y trenes de cercanía.
Si bien, San Francisco es el centro cultural y la ciudad más reconocida del área, San José es la ciudad más grande, superando a San Francisco por primera vez en la historia desde el censo de 1990. Además de tener los ingresos domésticos medios más altos de la nación, el área de la bahía tiene la renta per cápita más alta de cualquier área metropolitana de los Estados Unidos y también es una de las áreas más políticamente liberales de la nación. El nivel de vida también es uno de los más altos en la nación.

## Transporte

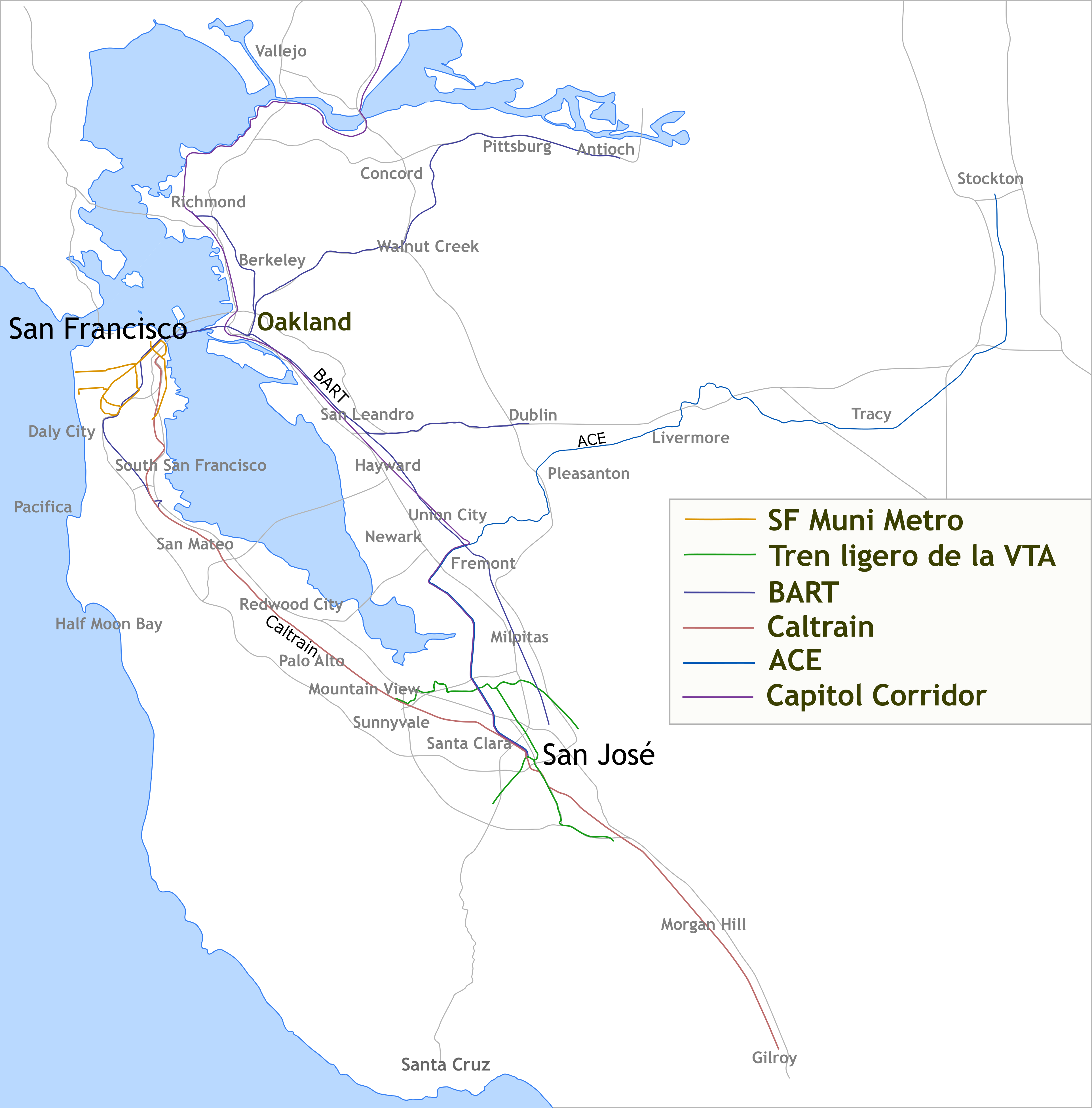
Servicio de ferrocarriles, metro y tranvía del Área de la Bahía.

### Transporte terrestre
Algunas de las agencias que ofrecen servicio de autobuses incluyen: Muni, AC Transit, SamTrans, VTA, County Connection y Golden Gate Transit.

### Ferrocarriles
Existen varios sistemas públicos de trenes en el área metropolitana:
- BART (Bay Area Rapid Transit) - Un servicio de metro para toda el área.
- Muni
- Caltrain - Un tren suburbano que conecta San José con San Francisco, y con el sistema de BART.
- Amtrak
- ACE
- VTA

## Educación superior
- Stanford University
- University of California, Berkeley
- University of California, San Francisco
- University of California, Santa Cruz
- Universidad Estatal de San Francisco
- Universidad Estatal de San José
- Universidad Estatal de California, East Bay
- San José City College

## Subregiones

### San Francisco

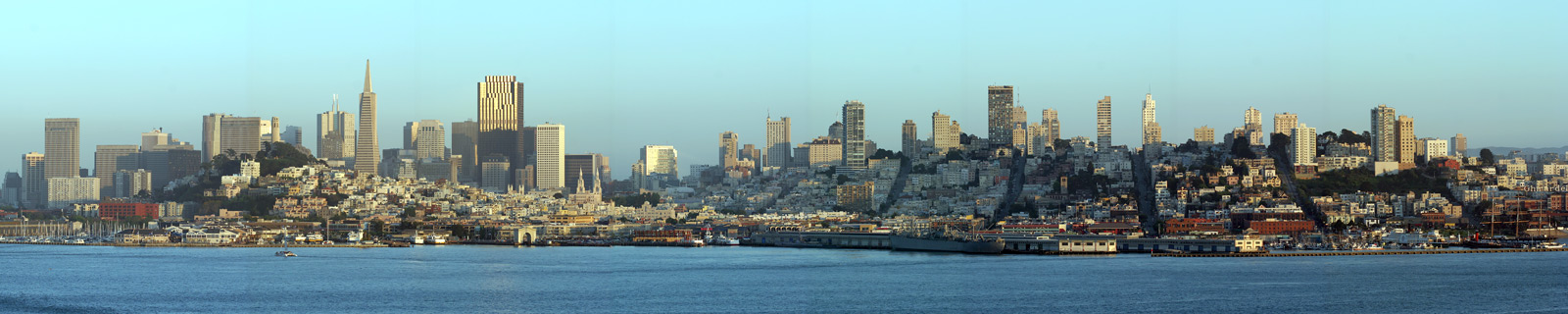
Panorama de San Francisco desde la isla del Alcatraz.

Por lo general, se la coloca en una categoría por sí misma en términos de cultura y geografía, y es conocida localmente como "La Ciudad" (The City en inglés). La ciudad de San Francisco está rodeada de agua por tres lados: el norte, este y oeste. Es el centro cultural y urbano de la región, además de ser el centro de población más densamente poblado, ya que habitan alrededor de 800.000 personas en sólo 126.90 kilómetros cuadrados, lo que hace la segunda con mayor densidad de población en las principales ciudades de los Estados Unidos después de la ciudad de Nueva York. Las limitaciones de la superficie donde se encuentra la ciudad han sido una limitación para el crecimiento poblacional, así como haber dado lugar a un aumento de los precios inmobiliarios, debido a la limitada disponibilidad de tierras. San Francisco también tiene el mayor número de conmutadores en toda el área de la bahía.

### La Península
La zona entre San Francisco y el sur de la bahía, geográficamente parte de la península de San Francisco, es conocido como la Península (The Peninsula en inglés) y en algunas ocasiones como Bahía Oeste (West Bay en inglés). Esta área consiste en una serie de pequeñas ciudades y comunidades suburbanas del condado de San Mateo y la parte noroeste del condado de Santa Clara, además de las diversas ciudades que hay por la costa del Pacífico, como Pacífica y Half Moon Bay. Muchas de las ciudades y pueblos habían sido centros de la vida rural hasta la etapa posterior a la Segunda Guerra Mundial, época en que un gran número de residentes de las clases media y alta se trasladaron a esta parte de la bahía para asentarse en los pueblos. La década de los ochenta marcó el comienzo de un rápido crecimiento en el número de residentes de las clases media y alta que habitan ciudades como Palo Alto, Woodside, Portola Valley, Redwood Shores, Atherton, lo cual se debe en parte a la industria de alta tecnología de Silicon Valley. Muchas de estas familias son de origen extranjero y por lo tanto han contribuido de manera significativa a la diversidad de la zona. La península se divide en ciudades que incluyen: Atherton, Belmont, Brisbane, Burlingame, Colma, Daly City, East Palo Alto, Emerald Lake Hills, Foster City, Half Moon Bay, Hillsborough, Los Altos, Los Altos Hills, Menlo Park, Millbrae, Mountain View, North Fair Oaks, Pacífica, Palo Alto, Portola Valley, Redwood City, Redwood Shores, San Bruno, San Carlos, San Mateo, South San Francisco, West Menlo Park y Woodside.

### Sur de la bahía
Sur de la bahía (área de la bahía de San Francisco) h

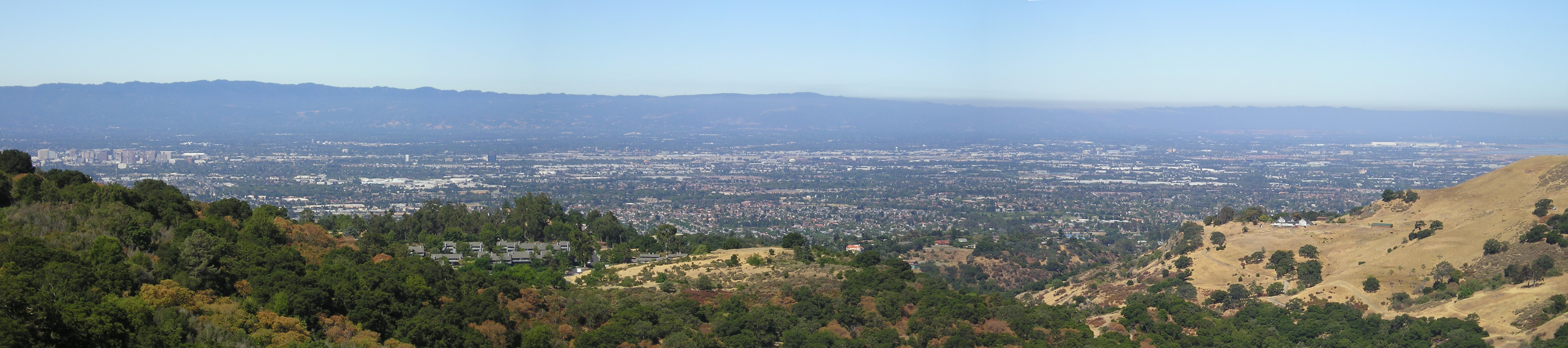
Perspectiva hacia el oeste sobre la parte norte de San José (el centro se ubica a la izquierda) y otras partes del valle del Silicio.

Las comunidades a lo largo del borde sur de la bahía que se conoce como el Sur de la Bahía (South Bay en inglés), Valle de Santa Clara, y Silicon Valley. Incluye la gran ciudad de San José y sus suburbios, incluyendo la alta tecnología, centros de Santa Clara, Milpitas, Cupertino, Permanente, Sunnyvale, así como muchas otras ciudades como Saratoga, Los Gatos y Campbell y los exurburbios de Morgan Hill, San Martin, Gilroy y Hollister. Un gran número de familias durante el período posterior a la guerra mundial también se trasladaron allí para la industria aeroespacial. Esta zona ha sido durante mucho tiempo desarrollada y ampliada y es a menudo presentada como un estereotipo de la típica de los suburbios de las ciudades de California. Hoy en día, continúa el crecimiento, principalmente impulsada por la tecnología y barata de los trabajadores inmigrantes. El resultado ha sido un enorme aumento en el valor de los bienes que obliga a muchas familias de clase media de la zona o incipiente en guetos en los mayores sectores de la región.
Acorde con el título de Silicon Valley, esta región acoge a un gran número de gigantes del sector de la tecnología. Algunas empresas de tecnología con sede en la bahía son AMD, Intel, Cisco Systems, Hewlett-Packard, Apple, Google, eBay y Yahoo!. Como consecuencia del rápido crecimiento de estas y otras empresas, el Sur de la Bahía ha ganado cada vez más influencia política y económica tanto dentro de California y en todo el mundo.
San José, la décima ciudad más grande de los Estados Unidos, y la ciudad más grande en el área de la bahía, es el centro financiero y cultural del valle de Santa Clara. Contiene muchos barrios y es un gran núcleo demográfico, comparable al de San Francisco. San José es también la sede del equipo de hockey de NHL San Jose Sharks. La altura de los edificios en el distrito financiero del centro es limitada debido a que el Aeropuerto Internacional de San José de las rutas de aviación vuela directamente sobre él. Durante la última década, San José ha experimentado un rápido crecimiento. San José sigue siendo una de las ciudades de más rápido crecimiento en los Estados Unidos.

### Este de la Bahía

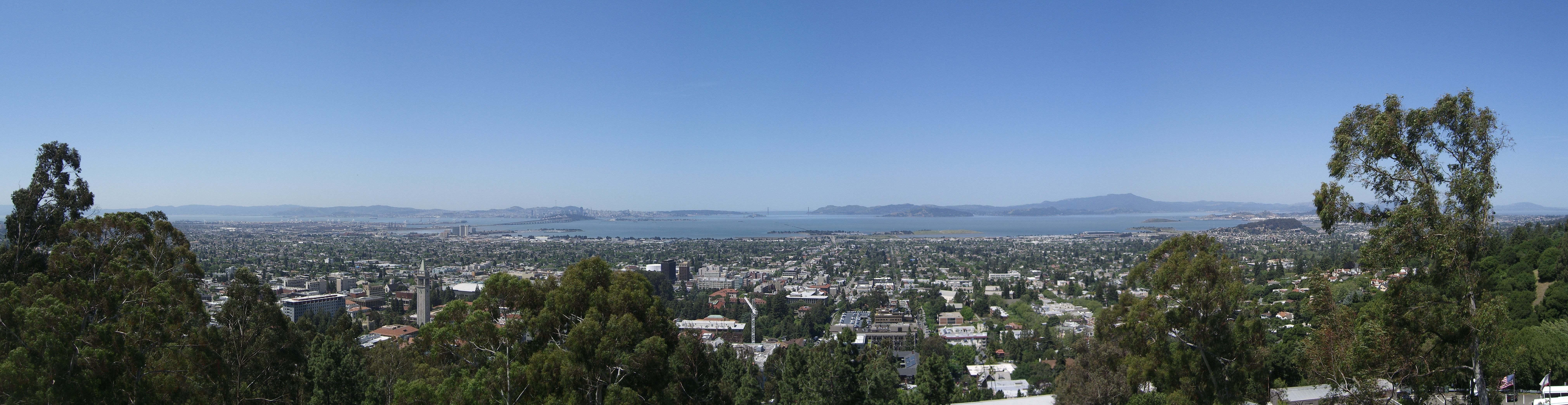
Perspectiva hacia el oeste desde Berkeley Hills cuesta abajo.

El lado oriental de la bahía, que consta de los condados de: el condado de Alameda y el condado de Contra Costa es conocido localmente como el Este de la Bahía (East Bay en inglés). El Este de la Bahía está dividido en dos exsubregiones, el Este de la Bahía interior, que se sienta en la Bahía sobre la costa, y el Este de la Bahía exterior, compuesto por valles separados del Este de la Bahía interior sobre las colinas y montañas.

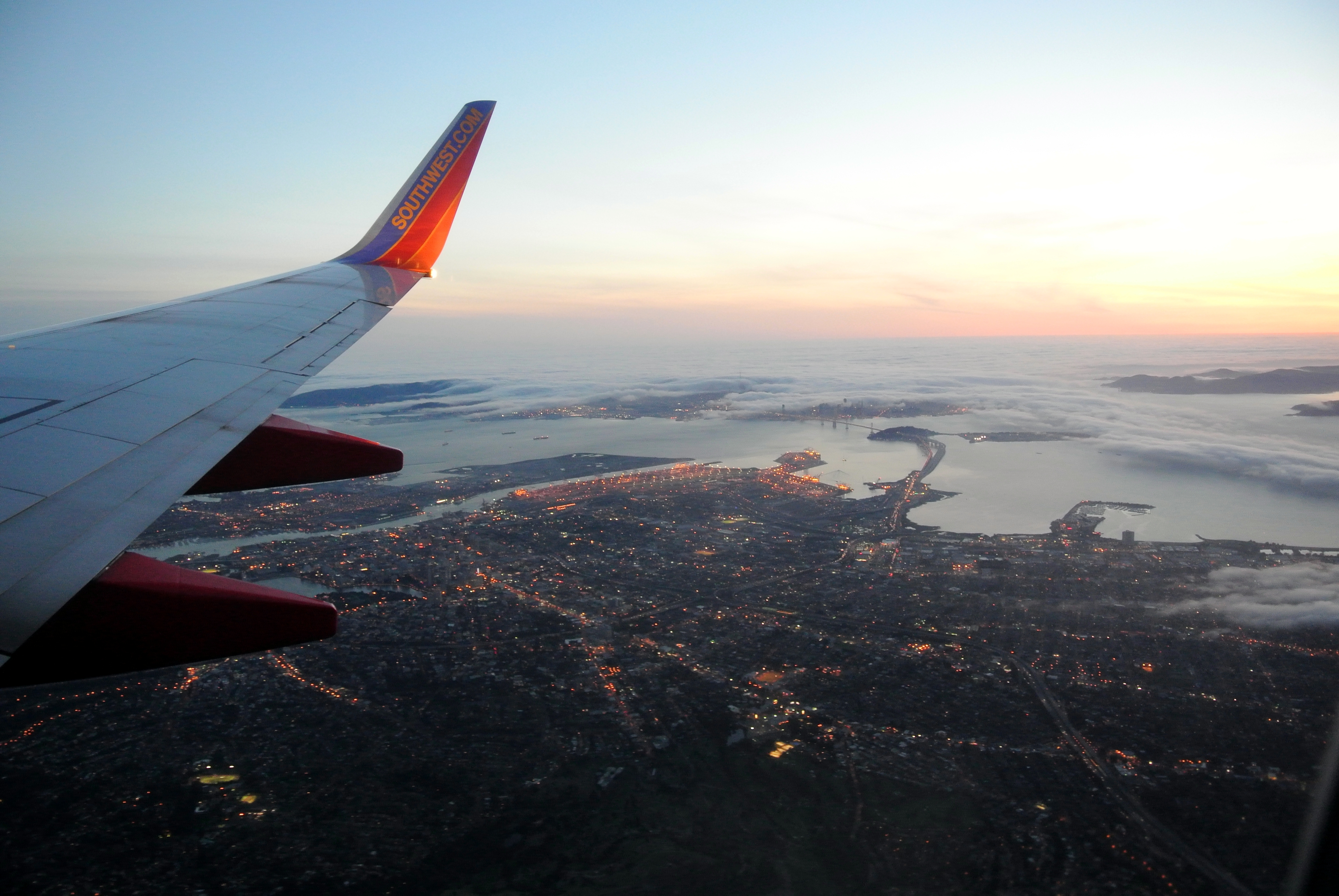
Berkeley, Emeryville, Oakland, Alameda y en segundo plano Bay Bridge

- El Este de la Bahía interior incluye la parte occidental de los condado de Alameda y Contra Costa, incluidas las ciudades de Oakland, Hayward, Fremont, Berkeley y Richmond, así como muchas pequeñas ciudades, como Alameda, Castro Valley, Newark, Union City, Emeryville, Albany, San Leandro, San Pablo, El Sobrante, Pinole, Hercules, Rodeo, Piedmont y El Cerrito. El Este de la Bahía interior es más urbana, más densamente poblada, tiene mucho más edificios antiguos (construidos antes de la Segunda Guerra Mundial) y una mayor diversidad étnica de la población. Oakland mantiene el puerto más grande de la región y franquicias de deportes profesionales en el baloncesto, fútbol y béisbol. El Este de la Bahía interior también cuenta con una alta incidencia de la delincuencia, así como otros problemas socioeconómicos. Según el Informe del Delito Uniforme del FBI, más del 50% de los homicidios en el Área de la Bahía en el año 2002 se produjo dentro de los límites de la ciudad de Oakland y Richmond. Las tasas de homicidios han aumentado constantemente, en el año 2005 tuvo la mayor tasa de homicidios para las ciudades Richmond y Oakland.
- El Este de la Bahía exterior consta de la parte oriental de los condados de Alameda y Contra Costa, y se dividen en 5 áreas distintas: Lamorinda, central del condado de Contra Costa, al este del condado de Contra Costa, el valle de San Ramón, y el valle de Livermore-Amador. El término fue acuñado por Lamorinda la combinación de los nombres de las ciudades que incluye: Lafayette, Moraga, y Orinda. Walnut Creek está situado al este de Lamorinda y el norte del valle de San Ramón, junto con Concord, Martínez, y Pleasant Hill comprende central del condado de Contra Costa. Las ciudades de Pittsburg, Antioch, Brentwood, Oakley y las áreas no incorporadas en torno a ellos comprenden el este del condado de Contra Costa. Las ciudades de Dublín, Pleasanton, Livermore, compuesto por el valle de Livermore-Amador (a veces junto con el valle de San Ramón y el llamado Tri-Valley), o más popularmente como el valle de Livermore, porque Livermore es la ciudad más grande en el valle. El valle de San Ramón se compone de Álamo, Danville, Diablo y su nombre, San Ramón hacia el sur. El Este de la Bahía exterior está conectado con el Este de la Bahía interior por medio del BART, autopistas Interestatales 80, 580, y 680, a través de la Ruta 24 por el Caldecott Tunnel. El Este de la Bahía exterior es particularmente rural, y la mayoría de su infraestructura fue construida después de la Segunda Guerra Mundial. Esta zona sigue siendo en gran parte demográficamente anglosajona, aunque la población de origen hispano y filipina han crecido significativamente en los últimos decenios, en particular en la zona de Concord.

### Norte De La Bahía

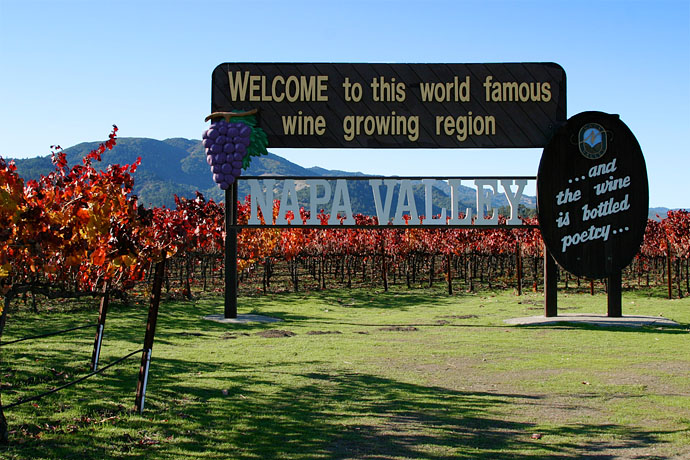
El Valle de Napa es famoso por sus vinos.

La región al norte del puente Golden Gate es conocido localmente como el Norte de la Bahía (North Bay en inglés). Esta zona se compone del condado de Marin y se extiende hacia el norte en el condado de Sonoma y el condado de Napa y hacia el este el condado de Solano. La ciudad de Fairfield, siendo parte de Solano, es a menudo considerado la ciudad más oriental del Norte de la Bahía.
Con pocas excepciones, esta región es muy afluente: el condado de Marin está clasificado como el más rico de la nación. Las zonas rurales es comparativamente al resto del área de la bahía; muchas áreas de poco espacio abierto, tierras de cultivo y viñedos. Santa Rosa está en el condado de Sonoma, es la ciudad más grande del Norte de la bahía, con una población de 157.985 y un área estadística metropolitana poblacional de 466.891, por lo que es la quinta ciudad más grande del área de la bahía de San Francisco.
El Norte de la Bahía es la única sección del área de la bahía que no está atendido por un servicio de tren. La falta de servicios de transporte se debe principalmente a la falta de masa de población en el Norte de la Bahía, y el hecho de que se separa completamente del resto del área de la bahía por el agua, los puntos de acceso sólo está el puente Golden Gate de San Francisco al condado de Marin, el puente de Richmond-San Rafael a San Rafael, el puente de Carquinez de Vallejo, el puente de Benicia-Martínez y el puente de Antioch.

### Santa Cruz y San Benito
Los gobiernos regionales en el área de la bahía de San Francisco, incluyendo la Asociación de Gobiernos del Área de la Bahía, la Comisión de Transporte Metropolitano, el Área de la Bahía de Gestión de la Calidad del Aire del Distrito, y el San Francisco Bay Regional Water Quality Control Board incluir solo por encima de los nueve condados en sus fronteras o adhesión. (El BAAQMD incluye la totalidad de los nueve condados, excepto el norte del condado de Sonoma y Solano; RWQCB incluye la totalidad de San Francisco y las porciones de los otros ocho condados que drenan a la bahía de San Francisco o al océano Pacífico.) Sin embargo, la Oficina del Censo de los Estados Unidos define San José-San Francisco-Oakland consolidado como un área estadística once condados regionales, incluida la anterior, más nueve condados, el condado de Santa Cruz y el condado de San Benito. Mientras tanto, el Departamento de Parques del Estado de California define como el área de la bahía, incluyendo diez condados, entre ellos Santa Cruz, pero con exclusión de San Benito. Por otro lado, Santa Cruz y San Benito, junto con el Condado de Monterey son parte de un gobierno regional organización llamada la Asociación de Gobiernos del Área de la Bahía de Monterey. Sin embargo, la prensa y medios de comunicación del área inclyue los dos condados en el área de la bahía.
Algunos residentes de las montañas de Santa Cruz (Boulder Creek, Brookdale, Ben Lomond, Felton, Scotts Valley) generalmente no se consideran residentes en el área de la bahía, y no solo de las montañas de Santa Cruz sí mismos.
La ciudad de Santa Cruz está aislada geográficamente del resto del área de la bahía de San Francisco, y se considera generalmente como una parte de la zona de la bahía de Monterrey desde la ciudad se encuentra en el extremo norte de la bahía de Monterey. La ciudad también es a veces considerado como el punto más septentrional de la costa central de California, que se extiende a lo largo de la costa del estado desde Santa Bárbara. Santa Cruz es una ciudad turista y contiene muchas playas y el Santa Cruz Beach Boardwalk, que es uno de los últimos parques de diversiones cerca del mar en los Estados Unidos. Los otros partes del condado contiene bosques y montañas con exclusión de las ciudades en la playa de Capitola y Watsonville. El condado de San Benito tiene una clima más seca que los otros condados del área y su economía es principalmente concentrada alrededor de la agricultura.
Esta inclusión parcial de estos dos condados en el área de la bahía es una manifestación de un "desbordamiento" que, debido a los altos precios de la vivienda en el área de la bahía adecuado, las personas con puestos de trabajo en el área de la bahía deciden comprar casas en las zonas periféricas y soportar largo tiempo lejos. Esto borra las fronteras exteriores del área de la bahía, que ahora se puede decir que no solo se extienda hacia el sur (Santa Cruz, San Benito, y los condados de Monterey), sino a los condados del Valle Central, como lo son el condado de Sacramento, condado de San Joaquín, condado de Stanislaus y el condado de Yolo.

## Demografía
De acuerdo al censo estimado del 2009, la población del Área de la Bahía de San Francisco fue de 8,7 millones. El marco racial fue de 50.10% Blancos o Anglosajones, 15.01% Asiáticos u Orientales, 4.54% Hawaiianos o Isleños del Pacífico, 11.53% Negros o Afroamericanos, 7.24% de otras razas, y 6.93% de dos o más razas. El 33.39% de la población eran latinos o hispanos. El 41.36% era población extranjera, de esto: el 31.31% de Asia, el 42.46% de Latinoamérica, el 9.39% de Europa, y 3.84% de otras partes del mundo.

## Riesgos naturales

### Terremotos
- Terremoto de San Francisco de 1906
- Terremoto de Loma Prieta
- Terremoto del sur de Napa de 2014

California hace tiempo que teme un «Big One», como llaman a un masivo terremoto superior a una magnitud de 8,5, que podría ocurrir en alguno de los puntos débiles sismológicos debajo de ese estado, especialmente en la falla de San Andrés, al este de Los Ángeles. Sin embargo, se ha tomado muy en serio un tsunami generado por un terremoto más lejos, sobre todo desde que un terremoto de 9,0 grados de magnitud ocurrido el 11 de marzo del año 2011 en Japón mató a unas 19.000 personas y provocó una catástrofe nuclear.

### Inundaciones
- Antes de junio o después de octubre de 1859: Un sistema considerado como un ciclón tropical se precipitó entre Cape Mendocino y la bahía de San Francisco.
- 19 de agosto-20 de agosto de 1997: Los remanentes de la tormenta tropical Ignacio produjeron vientos huracanados cerca de las costas de California, que pasaron cerca del área de la bahía de San Francisco y en el interior del Pacífico Noroeste. Y se registraron esporádicas lluvias moderadas.

## Influencia musical
En esta zona fue donde surgió el "Bay Area Thrash Metal", con bandas pioneras tales como Metallica, Exodus, Vio-Lence, Testament, Heathen, Megadeth, Possessed, entre otras. Más notable durante la década de los 60 y 70 fue el epicentro del arte psicodélico, la cultura hippie y la explosión del género conocido como "Rock ácido", aquí importantes figuras como Jefferson Airplane protagonizaron el movimiento. El "Verano del Amor" de 1967 también fue vital en esta área de San Francisco, figuras como The Jimi Hendrix Experience cautivaron toda una generación durante el Monterey Pop Festival. Más específico fue el caso del barrio de "Haight Ashbury", barrio famoso mundialmente sede del movimiento Hippie.

## Condados, ciudades y pueblos
Las ciudades remarcadas son la sede del condado al que pertenecen.

### Condados
| - Condado de Alameda - Condado de Contra Costa - Condado de Marin - Condado de Napa - Condado de San Francisco | - Condado de San Mateo - Condado de Santa Clara - Condado de Santa Cruz - Condado de Solano - Condado de Sonoma |

### Ciudades con más de 200.000 habitantes
- San José, 953.679
- San Francisco, 799.263
- Oakland, 412.318
- Fremont, 210.158

### Ciudades con 100.000 a 200.000 habitantes
| - Antioch 105.652 - Berkeley 103.517 - Concord 124.328 - Daly City 100.339 - Fairfield 104.476 - Hayward 140.293 | - Richmond 102.186 - Santa Clara 105.402 - Santa Rosa 154.636 - Sunnyvale 128.902 - Vallejo 117.483 |

### Municipalidades con 10.000 a 100.000 habitantes
| - Alameda - Álamo - Albany - American Canyon - Ashland - Bay Point - Belmont - Benicia - Blackhawk-Camino Tassajara - Brentwood - Brisbane - Burlingame - Campbell - Capitola - Castro Valley - Cherryland - Clayton - Colma - Cupertino - Daly City - Danville - Dixon - Dublin - East Palo Alto - El Cerrito - El Sobrante - Foster City - Gilroy - Half Moon Bay - Hayward - Healdsburg - Hercules - Hillsborough - Lafayette - Larkspur - Linda Mar - Live Oak - Livermore - Los Altos - Los Altos Hills - Los Gatos - Martínez - Menlo Park - Mill Valley - Millbrae - Milpitas | - Montara - Moraga - Morgan Hill - Mountain View - Napa - Newark - Novato - Oakley - Orinda - Pacífica - Palo Alto - Petaluma - Piedmont - Pinole - Pittsburg - Pleasant Hill - Pleasanton - Redwood City - Redwood Shores - Rohnert Park - San Anselmo - San Bruno - San Carlos - San Leandro - San Lorenzo - San Martin - San Mateo - San Pablo - San Rafael - San Ramón - Santa Cruz - Saratoga - Scotts Valley - South San Francisco - Stanford - Suisun City - Tamalpais-Homestead Valley - Union City - Vacaville - Walnut Creek - Watsonville - West Menlo Park - Windsor - Port Costa |